# Liste japanischer Schriftsteller
Die Liste japanischer Schriftsteller gibt einen Überblick über die Schriftsteller Japans. Es besteht kein Anspruch auf Vollständigkeit.

## Vorbemerkung
In der nachfolgenden Liste sind ausschließlich japanische Schriftsteller und Dichter versammelt. Der Begriff Schriftsteller, wie auch der Begriff Literatur werden dabei in einem weiten Sinne verstanden. Als Schriftsteller werden alle Autoren verstanden, die japanischer Herkunft sind oder die primär lyrische oder fiktionale Texte in japanischer Sprache verfassen. Als Literatur gilt jeder Text, der sich in eine der drei klassischen Literaturgattungen: Epik, Lyrik oder Dramatik (hierzu sollen allgemein auch Theaterstücke zählen) eingeordnet werden können. Nicht eingeordnet werden Texte der Gattung Gebrauchstexte (wozu auch das Sachbuch und wissenschaftliche Abhandlungen zählen). Geschichtsromane beispielsweise sind damit ein Kriterium für die Einordnung, Sachbücher über die Geschichte Japans hingegen nicht. Eine Unterscheidung von Trivialliteratur und hoher kanonischer Literatur (bzw. in Japan von Massen- oder Unterhaltungsliteratur und reiner Literatur) findet nicht statt.